# Rudolf Mainzer
Rudolf Mainzer (* 10. April 1882 in Trier; † 14. April 1977 in Garmisch-Partenkirchen) war ein deutscher Politiker (SPD) und preußischer Landtagsabgeordneter.

## Leben
Der Sohn eines Volksschullehrers besuchte das Gymnasium in Trier und studierte auf den Universitäten Bonn und München sowie in Frankreich. Nach dem Hochschulabschluss arbeitete er bis 1914 als Lehrer und Schriftsteller. Während des Ersten Weltkriegs diente er von 1914 bis 1918 als Dolmetscher beim Generalstab.
Nach dem Krieg lebte er in Sassnitz, wo er ab 1919 Gemeindeschöffe war, dem Gemeinderat angehörte und stellvertretender Gemeindevorsteher war. Gleichzeitig gehörte er dem Kreistag und dem Kreisausschuss an und war Kreisdeputierter des Kreises Rügen. Ab 1921 gehörte er dem Provinziallandtag der Provinz Pommern und dem Provinzialausschuss der Provinz Pommern an. In den Jahren 1928 bis 1932 gehörte er dem Preußischen Landtag an. Von 1930 bis 1933 war er Landesrat bei der Provinzialverwaltung von Pommern.
1933 siedelte er nach Garmisch-Partenkirchen über.